# Exochus citripes
Exochus citripes är en stekelart som beskrevs av Thomson 1887. Exochus citripes ingår i släktet Exochus och familjen brokparasitsteklar. Arten är reproducerande i Sverige. Inga underarter finns listade i Catalogue of Life.